# Zumbi (Ecuador)
Zumbi ist eine Ortschaft und eine Parroquia urbana („städtisches Kirchspiel“) im Kanton Centinela del Cóndor der ecuadorianischen Provinz Zamora Chinchipe. Zumbi ist Sitz der Kantonsverwaltung. Die Parroquia wurde 1965 gegründet. Im März 1995 wurde der Kanton Centinela del Cóndor eingerichtet. Ende 2011 wurden die neu gegründeten Parroquias Triunfo Dorado und Panguintza aus dem Gebiet herausgelöst. Die Parroquia besitzt eine Fläche von etwa 170 km². Die Einwohnerzahl lag im Jahr 2010 (abzüglich Triunfo Dorado und Panguintza) bei ungefähr 2500.

## Lage
Die Parroquia Zumbi liegt an der Ostflanke der Cordillera Real im Südosten von Ecuador. Der Hauptort Zumbi liegt auf einer Höhe von 830 m am rechten Flussufer des Río Zamora 30 km nordöstlich der Provinzhauptstadt Zamora. Die Fernstraße E45 (Zamora–Yantzaza) führt entlang dem linken Flussufer des Río Zamora.
Der Río Zamora durchfließt den äußersten Norden in nordöstlicher Richtung. Im Südosten reicht das Verwaltungsgebiet bis an das Westufer des nach Norden fließenden Río Nangaritza. Das Gebiet liegt in Höhen zwischen 825 m und 2030 m. Die Längsausdehnung in Nord-Süd-Richtung beträgt etwa 17 km. 
Die Parroquia Zumbi grenzt im Norden an die Parroquia Yantzaza im gleichnamigen Kanton, im Nordosten an die Parroquia Triunfo Dorado, im südlichen Osten an sie Parroquias Paquisha und Nuevo Quito (beide im Kanton Paquisha), im Süden an die Parroquia Guayzimi (Kanton Nangaritza), im südlichen Westen an die Parroquias San Carlos de las Minas und Cumbaratza (beide im Kanton Zamora) sowie im nördlichen Westen an die Parroquia Panguintza.